# Nasdaq Nordic
Nasdaq Nordic ist der gemeinsame Name für alle Tochtergesellschaften von Nasdaq, Inc., die Finanzdienstleistungen anbieten und Marktplätze für Wertpapiere in den nordischen und baltischen Regionen Europas betreiben. In der Vergangenheit war der Betrieb unter dem Firmennamen OMX AB bekannt, der 2003 durch die Fusion von OM AB und HEX plc entstand. Im Jahr 2015 wurde die juristische Person OMX AB in Nasdaq AB umbenannt, ist aber auch unter dem Namen Nasdaq OMX AB tätig. Seit Februar 2008 gehört der Betrieb zur US-amerikanischen Nasdaq, Inc.

## Geschichte
OM AB (Optionsmäklarna) war eine Terminbörse, die in den 1980er Jahren von Olof Stenhammar gegründet wurde, um den Handel mit standardisierten Optionskontrakten in Schweden einzuführen. OM erwarb 1998 die Börse Stockholm und versuchte 2001 erfolglos, die Londoner Börse zu übernehmen. Am 3. September 2003 fusionierte die Börse Helsinki (HEX) mit OM und das gemeinsame Unternehmen wurde zu OM HEX. Am 31. August 2004 wurde der Name des Unternehmens in OMX geändert. Im Januar 2005 erwarb OMX dann die Börse Kopenhagen für 164 Millionen Euro. Am 19. September 2006 gab der Eigentümer der isländischen Börse, Eignarhaldsfelagid Verdbrefathing (EV), bekannt, dass OMX das Unternehmen im Rahmen einer Transaktion mit einem Wert von 250 Mio. Schwedischen Kronen übernehmen würde. Die Transaktion wurde bis Ende des Jahres abgeschlossen.
Am 2. Oktober 2006 führte die Gruppe eine virtuelle nordische Börse ein, nachdem sie die einzelnen Listen der an ihren drei eigenen nordischen Börsen gehandelten Aktien zu einer kombinierten nordischen Liste zusammengeführt hatte. Die an der isländischen Börse notierten Unternehmen wurden seitdem ebenfalls in die Liste aufgenommen. Zum gleichen Zeitpunkt führte die OMX auch einen überregionalen Benchmark-Index mit der Bezeichnung OMX Nordic 40 ein.
Im Oktober 2006 beteiligte sich das Unternehmen mit 10 % an der Oslo Børs Holding ASA, dem Eigentümer der Osloer Börse. Als einzige große Börse in Nordeuropa befindet sich die Börse von Oslo nicht im Besitz des heutigen Unternehmens, auch wenn Nasdaq Nordic Interesse an einer Übernahme äußerte.
Im November 2007 erwarb OMX die armenische Börse.

### Übernahmen durch Nasdaq
Am 25. Mai 2007 erklärte sich die NASDAQ bereit, OMX für 3,7 Mrd. US-Dollar zu kaufen. Im August bot Borse Dubai jedoch 4 Mrd. US-Dollar, was Spekulationen über einen Bieterkrieg auslöste. Am 20. September 2007 erklärte sich Borse Dubai bereit, den Wettbewerb um den Kauf von OMX einzustellen und erhielt im Gegenzug einen Anteil von 20 % und 5 % der Stimmen an der NASDAQ sowie die damalige 28 %ige Beteiligung der NASDAQ an der Londoner Börse. In einer komplexen Transaktion erwarb Borse Dubai 97,2 % der ausstehenden OMX-Aktien und verkaufte sie an die NASDAQ. Das neu fusionierte Unternehmen wurde nach Abschluss der Transaktion am 27. Februar 2008 in NASDAQ OMX Group umbenannt.
Am 23. August 2023 gründete das Unternehmen EuroCTP als Joint Venture mit 13 anderen Börsen, um im Rahmen der von der Europäischen Kommission vorgeschlagenen Kapitalmarktunion einen standardisierten Markt für die Europäische Union zu schaffen.

## Unternehmen

### Börsen
Die folgenden Börsenunternehmen werden Nasdaq Nordic zugeordnet:
- Nasdaq Stockholm AB
- Nasdaq Copenhagen A/S
- Nasdaq Helsinki Ltd
- Nasdaq Iceland hf
- Nasdaq Oslo ASA
- Nasdaq Tallinn AS
- Nasdaq Riga AS
- AB Nasdaq Vilnius

### Divisionen
Die Börsentätigkeit des Unternehmens besteht aus drei Einheiten:
- Nordischer Markt (Kopenhagen, Stockholm, Helsinki, Island)
- Baltischer Markt (Tallinn, Riga, Vilnius)
- First North (alternative Börse für Kleinunternehmen)

## Mitgliedschaften
Die Börse ist Mitglied von:
- World Federation of Exchanges[13]